# Rubin (manzana)
Rubin es una variedad cultivar de manzano (Malus domestica).
Criado en la Universidad de Agricultura, Praga, Checoslovaquia. Seleccionado por O. Louda en 1960. Las frutas son dulces, crujientes y jugosas. Brix 10.1; acidez 4.1 grados.
No confundir con la manzana 'Gros-Api' uno de cuyos sinónimos es 'Rubin', y es una variedad francesa de la herencia de las más antiguas de finales del siglo XVI.

## Historia
'Rubin' es una variedad de manzana, obtenida por el equipo de 0. Louda, Penecin, y Tschechien, a partir del cruce de 'Lord Lambourne' x 'Golden Delicious'. Criado en la Universidad de Agricultura de Praga, Checoslovaquia 1960.
'Rubin' se cultiva en la National Fruit Collection con el número de accesión: 1978-135 y Accession name: Rubin.

## Características

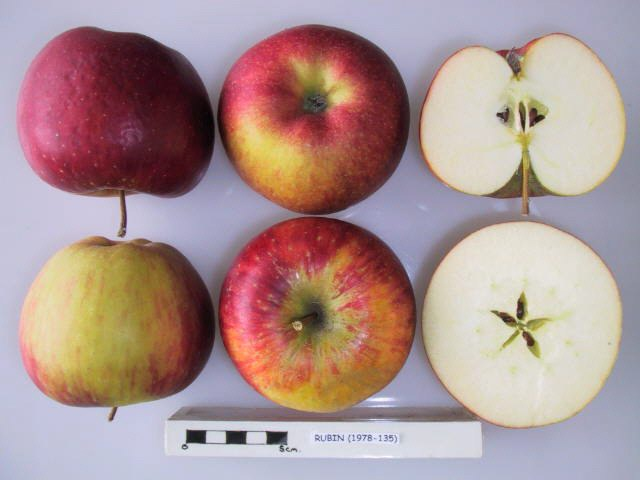
La manzana 'Rubin'.

'Rubin'  tiene un tiempo de floración que comienza a partir del 6 de mayo con el 10% de floración, para el 10 de mayo tiene una floración completa (80%), y para el 18 de mayo tiene un 90% caída de pétalos.
'Rubin' tiene frutos de tamaño grande, con forma plano globosa, con una altura de 61,56 mm, y una anchura de 75,64 mm; con nervaduras ausentes, corona ausente; color de fondo amarillo blanquecino, sobre color naranja, con una cantidad de color superior alto, con un sobre patrón de color de rayas, "russeting" (pardeamiento áspero superficial que presentan algunas variedades) bajo; ojo pequeño, parcialmente abierto y ubicado en una cuenca algo profunda, estrecha y arrugada; pedúnculo largo, delgado y colocado en una cavidad profunda y estrecha, oxidada; epidermis es gruesa y tiende a sentirse grasosa cuando está madura y almacenada; se desarrolla una sensación grasa en la piel en la madurez; pulpa de color crema, de grano grueso, crujiente y firme, pero se vuelve más suave en el almacenamiento. Son dulces, crujientes y jugosas. Brix 10.1; acidez 4.1 grados.
Su época de maduración y recogida a partir de principios de octubre. Mantiene el frescor hasta dos meses, dos meses más en almacenamiento en atmósfera controlada. Los sabores completos se desarrollan dos o tres semanas después de la cosecha.
'Rubin' es el Parental-Padre de la nueva variedad de manzana :
- 'Topaz'

'Rubin' ha producido el Desporte nueva variedad de manzana :
- 'Gold Bohemia'[4]

## Usos
Un fruto excelente como postre de manzana de mesa fresca.

## Ploidismo
Diploide auto estéril; necesita polinizador. Grupo de polinización C. Día 10.